# Ribeirão Preto (microregio)
Ribeirão Preto is een van de 63 microregio's van de Braziliaanse deelstaat São Paulo. Zij ligt in de mesoregio Ribeirão Preto en grenst aan de microregio's Jaboticabal, São Joaquim da Barra, Batatais, São João da Boa Vista, Pirassununga, São Carlos en Araraquara. De microregio heeft een oppervlakte van ca. 6.007 km². In 2009 werd het inwoneraantal geschat op 991.333.
Zestien gemeenten behoren tot deze microregio:
- Barrinha
- Brodowski
- Cravinhos
- Dumont
- Guatapará
- Jardinópolis
- Luís Antônio
- Pontal
- Pradópolis
- Ribeirão Preto
- Santa Rita do Passa Quatro
- Santa Rosa de Viterbo
- São Simão
- Serra Azul
- Serrana
- Sertãozinho

Mesoregio's: Araçatuba · Araraquara · Assis · Bauru · Campinas · Itapetininga · Litoral Sul Paulista · Macro Metropolitana Paulista · Marília · Metropolitana de São Paulo · Piracicaba · Presidente Prudente · Ribeirão Preto · São José do Rio Preto · Vale do Paraíba Paulista

Microregio's: Adamantina · Amparo · Andradina · Araçatuba · Araraquara · Assis · Auriflama · Avaré · Bananal · Barretos · Batatais · Bauru · Birigui · Botucatu · Bragança Paulista · Campinas · Campos do Jordão · Capão Bonito · Caraguatatuba · Catanduva · Dracena · Fernandópolis · Franca · Franco da Rocha · Guaratinguetá · Guarulhos · Itanhaém · Itapecerica da Serra · Itapetininga · Itapeva · Ituverava · Jaboticabal · Jales · Jaú · Jundiaí · Limeira · Lins · Marília · Mogi das Cruzes · Mogi-Mirim · Nhandeara · Novo Horizonte · Osasco · Ourinhos · Paraibuna e Paraitinga · Piedade · Piracicaba · Pirassununga · Presidente Prudente · Registro · Ribeirão Preto · Rio Claro · Santos · São Carlos · São João da Boa Vista · São Joaquim da Barra · São José do Rio Preto · São José dos Campos · São Paulo · Sorocaba · Tatuí · Tupã · Votuporanga